# Plaga de langosta de 2019-2021
La plaga de langostas de 2019-21 es un brote de langostas del desierto que amenaza el suministro de alimentos en las regiones de África oriental, la Península arábiga y el subcontinente indio. El brote es el peor en 70 años en Kenia y el peor en 25 años en Etiopía, Somalia y la India. La plaga comenzó en junio de 2019 y continuó hasta 2020, aunque los enjambres de langostas han experimentado disminuciones constantes en la población y el alcance geográfico de mayo a octubre y, en noviembre de 2020, se encuentran principalmente en el Cuerno de África y Yemen.
El brote actual comenzó cuando el ciclón Mekunu en 2018 produjo fuertes lluvias en Rub 'al Khali de la península arábiga; en la primavera de 2019, los enjambres se propagaron desde estas áreas, y en junio de 2019, las langostas se extendieron hacia el norte hasta Irán, Pakistán e India y del sur al este de África, en particular el Cuerno de África. A finales de 2019, había enjambres en Etiopía, Eritrea, Somalia, Kenia, Arabia Saudita, Yemen, Egipto, Omán, Irán, India y Pakistán. Para junio de 2020, apareció un enjambre separado en América del Sur, que afectó a Paraguay y Argentina. En abril de 2020, las restricciones de viaje y envío precipitadas por la propagación del COVID-19 comenzaron a obstaculizar los esfuerzos para controlar las langostas, impidiendo el transporte de pesticidas, equipos y personal, y contribuyendo a la incidencia global de la inseguridad alimentaria relacionada con el COVID-19.
Los enjambres de langostas en todo el mundo enfrentaron una disminución constante en tamaño de mayo a octubre, ya que los países y las organizaciones intergubernamentales han instituido extensos esfuerzos de control de plagas aéreos y terrestres, ayudados por las bajas cantidades de lluvia en varias regiones afectadas y la ausencia de actividad de tormentas en el Océano Índico. En octubre de 2020, solo Etiopía, Eritrea, Somalia y Yemen albergan enjambres importantes de langostas gregarias, y el resto de la población se encuentra en focos aislados en Kenia, Sudán y Arabia Saudita. Si bien los enjambres de langostas continúan amenazando a los países del sur del Mar Rojo y el Golfo de Adén, así como a sus vecinos inmediatos, no se espera que regresen a los países al este de la Península arábiga ni a los del oeste de Sudán.

## Antecedentes
Cuando los períodos de fuertes lluvias siguen a períodos de relativa sequía, emergen langostas solitarias del desierto para alimentarse del follaje recién nacido y poner huevos en el suelo recién húmedo, lo que evita que se sequen. La vista y el olfato de otras langostas, así como la estimulación sensorial del contacto entre las patas traseras de las langostas, precipita cambios en el comportamiento y la morfología de las langostas; las criaturas previamente verdes, nocturnas y solitarias se vuelven más grandes, desarrollan una coloración negra y amarilla y comienzan a buscar otras langostas, un proceso conocido como gregarización. Estos cambios dan como resultado la formación de grandes enjambres de langostas que gregarizan a las langostas cercanas y se reproducen profusamente, lo que les permite experimentar un crecimiento rápido y exponencial. Los enjambres proceden a alimentarse de la vegetación recientemente abundante, haciendo uso de la coordinación mejorada del enjambre, el resultado de tamaños cerebrales más grandes, así como un mayor alcance, el resultado de una mayor actividad metabólica, músculos más grandes y alas más largas, para viajar hasta 130 km al día en busca de nueva vegetación y clima húmedo, a menudo impulsados por el viento.
Esta plaga de langostas del desierto en particular se remonta a mayo de 2018, cuando el ciclón Mekunu pasó sobre un vasto desierto despoblado en el sur de la Península arábiga conocido como Rub 'al Khali, llenando el espacio entre las dunas de arena con lagos efímeros, lo que permitió que las langostas se reprodujeran sin ser detectadas. . Esto se vio agravado en octubre de 2018 por el ciclón Luban, que se originó en el Mar Arábigo central, se movió hacia el oeste y llovió sobre la misma región cerca de la frontera entre Yemen y Omán. El dipolo del Océano Índico, una oscilación irregular en las temperaturas de la superficie del mar entre las partes occidental y oriental del Océano Índico, ha aumentado en magnitud debido a los efectos del cambio climático. Este cambio ha provocado un aumento de la actividad ciclónica durante la última década en el Golfo Pérsico, que anteriormente albergaba muy pocos ciclones, y está asociado con inundaciones en países a lo largo del Océano Índico occidental, clima seco en el este e incendios forestales en Australia.
Los dos ciclones crearon condiciones propicias para la reproducción masiva de langostas, lo que permitió que tres generaciones de langostas se reprodujeran durante un período de nueve meses, lo que aumentó su número en el desierto de Arabia aproximadamente 8.000 veces..

## Efectos
Alrededor de 2,25 millones de hectáreas de tierra ya se han visto afectadas en abril de 2020. Aproximadamente 70.000 hectáreas (172.973 acres) de tierra solo en Kenia ya están infestadas. 20,2 millones de personas se enfrentan a una grave inseguridad alimentaria aguda en Etiopía, Kenya, Somalia, Sudán del Sur, Uganda y la República Unida de Tanzanía. Si no se controla, la cantidad de langostas podría multiplicarse por 500 en junio de 2020, cuando un clima más seco ayudará a controlar el brote. Se ha seleccionado un millón de hectáreas de tierra para la vigilancia y el control rápidos de la langosta en los ocho países de África oriental. Se han seleccionado 110 000 hogares para la protección rápida de sus medios de vida en siete de los ocho países. “Se estima que el control efectivo es de alrededor de $ 60 millones (£ 47 millones) pero, si se produce un aumento, el costo se disparará a $ 500 millones”.
El PMA estima que los costos de respuesta y recuperación a largo plazo podrían superar los mil millones de dólares si no se controla el crecimiento de enjambres. El Banco Mundial estima que solo en África, más de 90 millones de hectáreas de tierras de cultivo y pastos están en riesgo y los daños y pérdidas podrían ascender a 9.000 millones de dólares en los próximos años.

## Medidas preventivas
La FAO dijo que contener la plaga costará al menos $ 138 millones. Hasta ahora, los donantes se han comprometido a aportar 52 millones de dólares a abril de 2020, de los cuales 10 millones provienen de la Fundación Bill y Melinda Gates. El fracaso significa más hambre en una región ya golpeada por conflictos y crisis climáticas. La fumigación aérea y terrestre combinada con el seguimiento constante de los enjambres se considera las estrategias más eficaces. Pero las restricciones de viaje durante la pandemia COVID-19 han obstaculizado las medidas preventivas.
En las zonas de cría de invierno, las operaciones de control comenzaron en diciembre de 2018 en Eritrea y, en menor medida, en Sudán. Se extendieron a Egipto y Arabia Saudita en enero, donde continuaron durante varios meses antes de una nueva extensión a las áreas de reproducción de primavera en Arabia Saudita (febrero-junio), Irán (febrero-julio) y Pakistán (marzo-julio). A continuación, se llevaron a cabo operaciones de control en las zonas de reproducción de verano a ambos lados de la frontera Indo-Pakistán (mayo-febrero), Etiopía (agosto en adelante) y Yemen (julio en adelante). Durante el invierno de 2019/2020, el control se llevó a cabo a lo largo de ambos lados del Mar Rojo (noviembre-marzo), el Cuerno de África (diciembre-presente) y el sur de Irán (noviembre en adelante). En febrero de 2020 se habían tratado aproximadamente 2,25 Mha.
En abril de 2020, Etiopía estaba usando cinco aviones y Kenia seis aviones para fumigar y cuatro aviones para topografía. Pero el gobierno de Kenia dice que necesita 20 aviones para fumigar y un suministro continuo del pesticida Fenitrotión. Kenia ha capacitado a más de 240 miembros del personal de los condados afectados en el monitoreo de enjambres de langostas. Para ayudar a prevenir y controlar los brotes, las autoridades analizan imágenes de satélite, almacenan pesticidas y realizan fumigaciones aéreas. La ONU ha asignado $ 10 millones para fumigación aérea. 
En el centro de predicción y aplicaciones climáticas de la Autoridad Intergubernamental para el Desarrollo, con sede en Nairobi, los investigadores han estado ejecutando un modelo de supercomputadora para predecir las áreas de reproducción que pueden haber pasado por alto por el monitoreo terrestre. Estas áreas podrían convertirse en fuentes de nuevos enjambres si no se rocían y crear un aumento. Por lo tanto, si se eliminan las tolvas de los adultos, esto no conduciría a otro ciclo de infestación. La supercomputadora, financiada con 35 millones de libras esterlinas de ayuda del Reino Unido como parte de su programa de servicios de información meteorológica y climática para África, ha pronosticado con éxito el movimiento de las langostas utilizando datos como la velocidad y dirección del viento, la temperatura y la humedad. El modelo ha logrado una precisión del 90% en la predicción de la ubicación futura de los enjambres.
Los investigadores ahora están ingresando datos sobre la humedad del suelo y la cubierta vegetal para ayudar a predecir dónde se han depositado los huevos y es probable que eclosionen y prosperen. Esto luego proporcionará datos sobre dónde los gobiernos africanos pueden dirigir sus esfuerzos de fumigación, lo que ayudará a controlar las tolvas antes de que pululen. El gobierno de Kenia está en alerta máxima y se han implementado medidas de control efectivas. El gobierno chino anunció en febrero que enviaría un equipo de expertos al vecino Pakistán para desarrollar "programas específicos" contra las langostas y desplegar 100.000 patos.